# Atto di restaurazione dello Stato ucraino

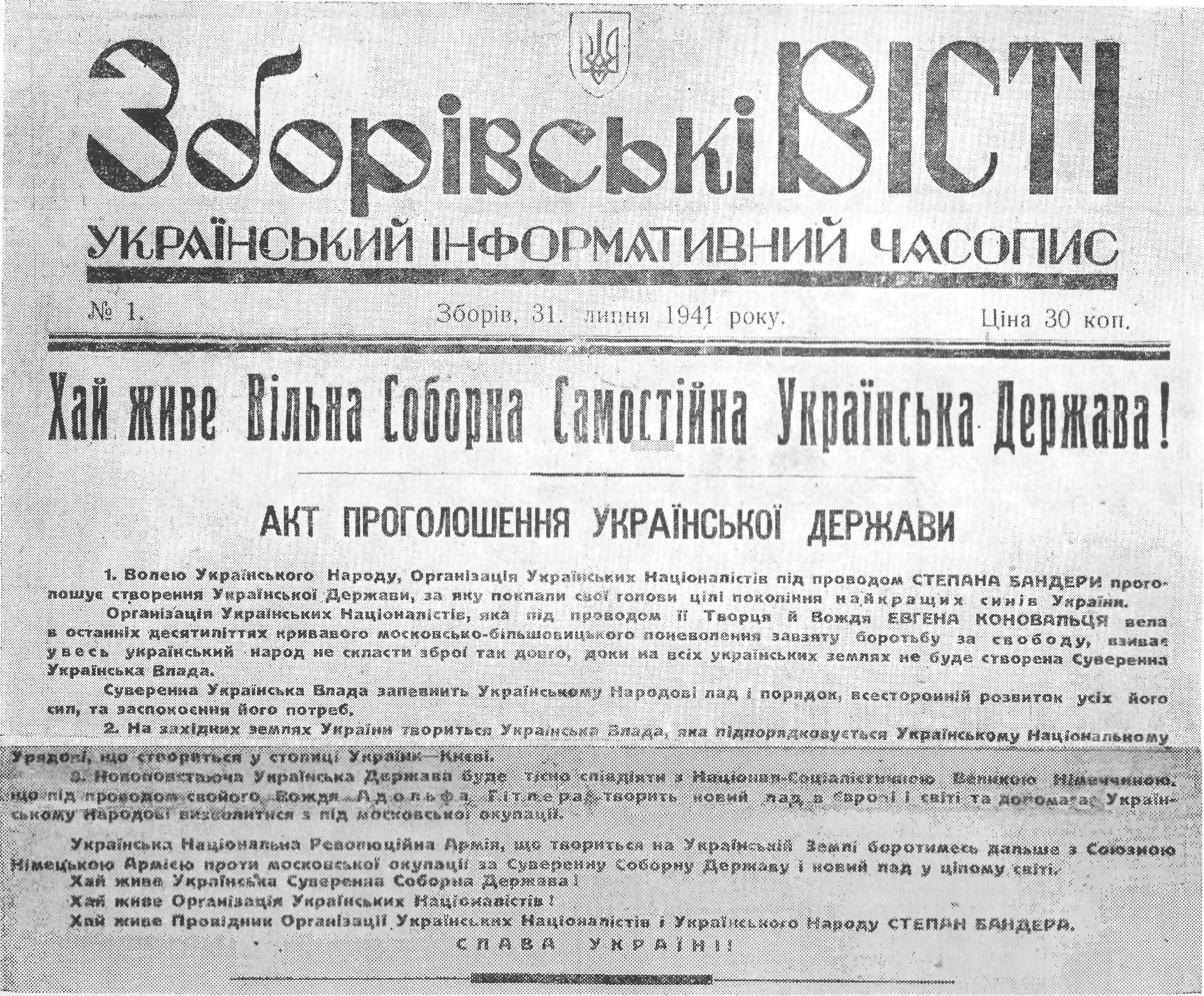
Copia stampata nello Zborivs'ki Visti

L'atto di restaurazione dello Stato ucraino (in ucraino Акт відновлення Української Держави?, Akt vidnovlennja Ukraïns'koï Deržavy) fu proclamato alla radio da Jaroslav Stec'ko il 30 giugno 1941 dell'Organizzazione dei Nazionalisti Ucraini (OUN) guidata da Stepan Bandera, che dichiarò la rinascita di uno Stato ucraino a Leopoli. Il Primo ministro fu Jaroslav Stec'ko e il capo del Consiglio degli anziani fu Kost' Levic'kyj.
La proclamazione avvenne dopo il ritiro dell'Armata Rossa da Leopoli, seguita il 26 giugno, dall'ingresso in città del Battaglione Nachtigall, composto da volontari ucraini sotto il comando tedesco.
L'OUN voleva approfittare del ritiro delle forze sovietiche e i suoi leader credettero di aver trovato nella Germania nazista un nuovo potente alleato nella lotta contro l'Unione Sovietica. Tuttavia, alcuni giorni dopo l'invasione nazista di Leopoli, la leadership del governo appena formato fu arrestata e inviata nei campi di concentramento in Germania. A due anni dalla dichiarazione, i nazisti avevano imprigionato o ucciso l'80% dei dirigenti dell'OUN-B.

## Contesto
Dopo la prima guerra mondiale, l'Ucraina fu divisa in tre parti: la maggior parte dell'Ucraina centrale e orientale divenne la Repubblica Socialista Sovietica Ucraina nel 1921. La capitale era Charkiv.
La maggior parte dell'attuale Ucraina occidentale divenne parte della Seconda Repubblica di Polonia. Ciò includeva la città di Leopoli, che all'epoca era il centro dell'attività nazionalista ucraina.
Una piccola parte dell'attuale Ucraina occidentale, la Rutenia subcarpatica, divenne parte della Cecoslovacchia. La Bucovina settentrionale apparteneva alla Romania.
Il movimento nazionalista ucraino è stato più attivo nell'Ucraina occidentale che nell'Ucraina centrale nel periodo tra le due guerre. Alla fine della prima guerra mondiale, i veterani dei fucilieri Sich crearono l'Organizzazione militare ucraina nel 1920, per promuovere la creazione di uno Stato ucraino indipendente. Il leader era Jevhen Oleksijovyč Konovalec'.
Nel 1929, l'Organizzazione militare ucraina divenne l'Organizzazione dei Nazionalisti Ucraini. Il primo leader fu Bohdan Kravciv. L'obiettivo dichiarato dell'OUN era la creazione di uno Stato ucraino indipendente.
Nel 1940, l'OUN subì una divisione in due gruppi: un gruppo sosteneva Andrij Mel'nyk (questo gruppo divenne noto come OUN-M, o "Mel'nykivci"), mentre l'altro gruppo sostenne Stepan Bandera (questo gruppo divenne noto come OUN-B o "Banderivci"). L'OUN-B era considerato il più radicale dei due.

## Preludio alla dichiarazione
Il 22 giugno 1941, il Comitato Nazionale Ucraino (in ucraino Український Національний Комітет, УНК?, Ukraïns'kij Nacional’nyj Komitet, UNK) fu creato a Cracovia, con Volodymyr Horbovyj come presidente. L'UNK pubblicò un saggio, "Memorial", che delineava i piani dell'OUN per dichiarare l'indipendenza.
Questo saggio venne accolto con grave disapprovazione delle autorità naziste e ai leader dell'UNK, Horbovyj e Bandera, venne detto di revocare il documento, i quali però si rifiutarono e si diressero a Leopoli.
Il 26 giugno 1941, le forze sovietiche fuggirono da Leopoli e il battaglione ucraino Nachtigall entrò in città. Il leader del battaglione era Roman Šuchevyč.

## Testo

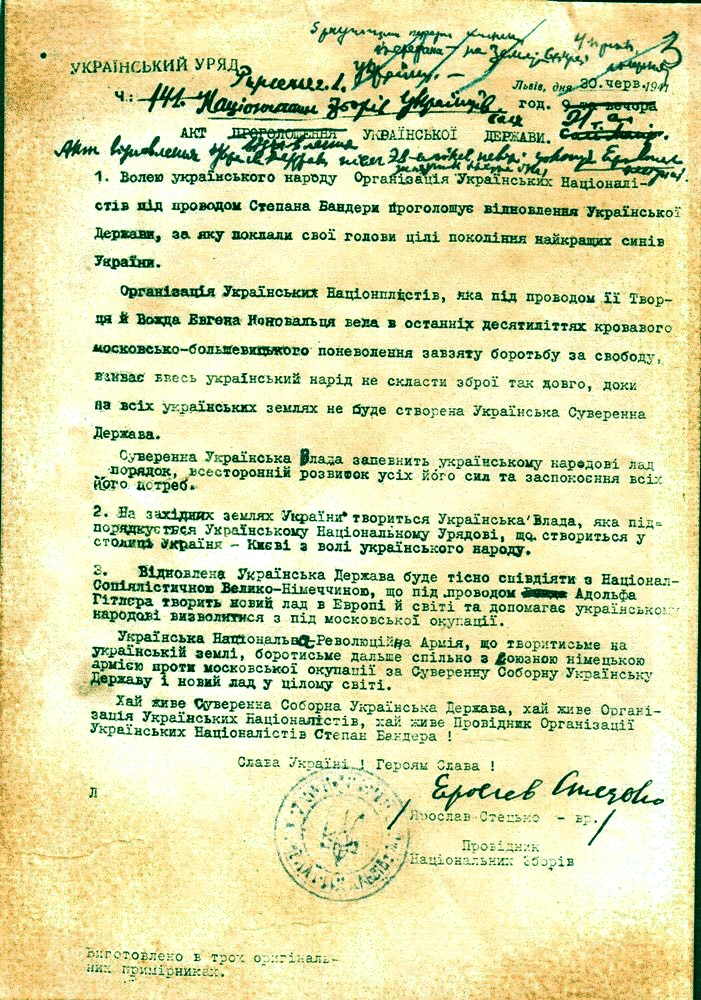
Atto di restaurazione dello Stato ucraino, firmato da Jaroslav Stec'ko

1. Per volontà del popolo ucraino, l'Organizzazione dei Nazionalisti Ucraini sotto la direzione di Stepan Bandera proclama la formazione dello Stato ucraino per il quale hanno deposto le loro teste intere generazioni dei migliori figli d'Ucraina.
L'Organizzazione dei nazionalisti ucraini, che sotto la direzione del fondatore e leader Jevhen Konovalec' ha intrapreso negli ultimi dieci anni una sanguinosa battaglia con gli schiavisti moscoviti-bolscevichi in un'energica battaglia per la libertà, chiede a tutto il popolo ucraino di non deporre le armi finché tutte le terre ucraine non saranno unite per formare uno Stato sovrano ucraino.
Il governo sovrano ucraino garantirà al popolo ucraino l'ordine, lo sviluppo unilaterale di tutte le sue energie e di tutti i suoi bisogni.
2. Nelle terre occidentali dell'Ucraina viene formato un governo ucraino, che è subordinato al governo nazionale ucraino che sarà formato nella capitale dell'Ucraina - Kiev.
3. Il nuovo Stato ucraino lavorerà a stretto contatto con la Grande Germania nazionalsocialista, sotto la guida del suo leader Adolf Hitler che sta formando un nuovo ordine in Europa e nel mondo e sta aiutando il popolo ucraino a liberarsi dall'occupazione moscovita.
L'Esercito rivoluzionario popolare ucraino che è stato formato sulle terre ucraine, continuerà a combattere con l'esercito tedesco alleato contro l'occupazione moscovita per uno Stato sovrano e unito e un nuovo ordine nel mondo intero.
Lunga vita al sovrano ucraino dell'Ucraina unita! Lunga vita all'Organizzazione dei nazionalisti ucraini! Lunga vita al leader dell'Organizzazione dei nazionalisti ucraini e del popolo ucraino - Stepan Bandera!
Gloria all'Ucraina! Gloria agli eroi!»

## Reazioni alla proclamazione

### Reazione in Ucraina
L'atto venne trasmesso da Jaroslav Stec'ko alla radio a Leopoli, il che ha fatto credere a molti che fosse sostenuto dalle truppe naziste in avanzata. L'atto ha ricevuto il sostegno immediato di diversi funzionari della chiesa ucraina come l'arcivescovo metropolita Andrej Szeptycki della Chiesa greco-cattolica ucraina, il vescovo metropolita Polikarp Sikors'kyj della Chiesa ortodossa autocefala ucraina e il vescovo Hryhoryj Chomyšyn della Chiesa greco-cattolica ucraina.
Apparentemente convinto che il gruppo di Stec'ko avesse l'appoggio dei nazisti, il metropolita scrisse una lettera pastorale in cui esortava il popolo a sostenere il governo appena proclamato, dichiarando:

### Reazione del governo tedesco
La Dichiarazione di Indipendenza colse completamente di sorpresa le autorità naziste, che la videro come un tentativo di colpo di Stato. Quando le truppe naziste entrarono a Leopoli, le autorità tedesche dissero alla leadership del governo ucraino di sciogliersi. Tuttavia, non lo fece e per rappresaglia i capi del governo furono arrestati e internati nel campo di concentramento di Sachsenhausen. Tra questi il presidente Jaroslav Stec'ko e Stepan Bandera.

### Reazione del dopoguerra alla Dichiarazione
L'Ucraina minimizza la collaborazione iniziale tra i partiti nazionalisti ucraini e la Germania nazista, soffermandosi di più su come i nazionalisti ucraini abbiano combattuto sia i tedeschi che i sovietici.